# 牙白結螺
牙白結螺（学名：Drupella eburnea）为骨螺科梭岩螺屬下的一个种。